# كوشيلسي (بحيرة)
كوشيلسي (بالألمانية: Kochelsee) هي بحيرة تقع على بعد 70 كيلومترًا (43 ميلًا) جنوب ميونخ على حافة جبال الألب البافارية.